# Amilcare Pizzi
Amilcare Pizzi (Milano, 23 gennaio 1891 – Bellagio, 27 agosto 1974) è stato un tipografo, editore e calciatore italiano, di ruolo difensore, centrocampista o attaccante.

## Caratteristiche tecniche
Esordì come attaccante per poi arretrare il suo raggio d'azione a centrocampo e infine terminare la carriera nel ruolo di terzino sinistro.

## Carriera
Fu capocannoniere del campionato italiano del 1909 con l'US Milanese.

## Attività di tipografo e stampatore
Con il primo stipendio ricevuto dal Milan nel 1914 fondò, nell'allora Corso Roma 36, una piccola ditta, con poco più di una dozzina di operai. Cominciò così una lenta ascesa nella carriera di tipografo, nella quale sperimentò diverse nuove tecniche e fu il primo in Italia ad applicare la stampa offset. Nonostante la distruzione durante la guerra dei suoi stabilimenti, l'Amilcare Pizzi spa continuò ad espandersi e si trasferì nel 1965 in un nuovo stabilimento a Cinisello Balsamo. La sua attività era caratterizzata dall'attenzione per la qualità delle illustrazioni e lo rese famoso anche all'estero, facendogli ottenere commesse anche dagli Stati Uniti, dall'Unione Sovietica e dall'UNESCO. La sua opera più famosa è la riproduzione del Codice Resta della Biblioteca Ambrosiana di Milano, realizzata nel 1955. Fondò inoltre nel 1948 la Casa editrice Silvana Editoriale, dal nome della figlia scomparsa in giovane età, per la produzione di riviste d'arte e di cataloghi di mostre.